# Салон на изкуствата (Хамбург)
Салонът на изкуствата е музей в град Хамбург, Германия.
Основната му колекция е от картини на Хамбург от 14 век, картини на холандски и фламандски художници от 16 и 17 век, френски и немски картини от 19 век, модерно и съвременно изкуство. Музейната сбирка се съхранява в три свързани сгради в центъра на града, близо до централната жп гара и езерото Биненалстер (Binnenalster).

## История
Първият музей е построен в периода 1863 – 1869 г. от архитектите Георг Теодор Ширмахер и Херман фон дер Худе. Архитектът Фриц Шумахер създава дизайна на втората сграда, построена през 1919 г. Галерията на съвременното (Galerie der Gegenwart) е проектирана от Освалд Унгерс, планирана е и построена между 1976 и 1997 г.

## Колекция
Музеят съхранява важна колекция от картини от 19 век от Макс Либерман, Ловис Коринт, Филип Ото Рунге, Каспар Давид Фридрих и Адолф фон Менцел. Галерията на съвременното е посветена на модерното изкуство от началото на 20 век – Пабло Пикасо, Паул Клее, Макс Бекман и изкуството след 1945 г.
Една от картините в Салона е част от известния Франкфуртски обир от 1994. Дадената под наем на франкфуртския салон на изкуствата „Мъгла“ на Каспар Давид Фридрих е сред откраднатите. След преговори с крадците, адвокат я̀ купува обратно; когато салонът отказва да му плати „уговореното“, той завежда дело и го печели.

## Галерия
- „Странник над море от мъгла“, Каспар Давид Фридрих
- „Море от лед“, Каспар Давид Фридрих
- „Палмова къща на Фауенинсел, близо до Потсдам“ Карл Блехен
- „Сена близо до Брси“, Пол Сезан
- „Лъв“, Албрехт Дюрер
- „Алея с брези в парка Ванзе“ Макс Либерман
- „Къпещи се момчета в Братан“, Пол Гоген
- Статуя на Херман Хан до главния вход